# 友田真希
友田 真希（ともだ まき、1972年8月20日 - ）は、日本のAV女優。

## 略歴
2002年スタークラフト在籍。AVデビュー。
2006年にはドグマ主催のD-1 CLIMAX作品『レズフィスト・ドラッグ〜少女の夢はいつだってフィストファック〜』（TOHJIRO監督作）に出演し売り上げが1位になり長谷川ちひろとともに第2回 D-1 CLIMAX エロシンデレラ受賞する。TOHJIROファミリー「TOHJIRO・M女軍団」の一員になる。
2006年には、友田真希のドキュメンタリー、「影の光」が製作された。
AVグランプリ2008で、ミルから発売された『人間酷包 友田真希 』がSM・陵辱部門賞に選ばれた。 
2010年3月に引退すると発表がされた。
2014年7月29日、Twitterを開始。
2016年8月25日、マドンナ専属女優として再び活動開始。
2022年7月に開始された、AV出演被害防止・救済法改正を呼び掛ける署名運動「女優・男優・スタッフが働きやすい『AV新法』にしてください」共同発起人。
2024年8月発売『月刊FANZA』同年10月号で発表された、FANZA2024年上半期女優ランキングで14位にランクインした。

## 作品

### アダルトビデオ（撮りおろし作品）

#### 2002年
- 人妻慕情（8月3日、センタービレッジ）
- 母からの手紙 4（9月1日、TMインターナショナル）
- 近親相姦 屈折した愛情の果て（9月6日、ときわ音光）※友田真紀名義
- 愛欲相姦絵巻 其の四拾二（9月24日、ゴールドオバンデラックス）
- 舐めずり猥婦 4（9月27日、アイルビークリエイト）
- 「巨乳熟女のヨガリ声」 4 主人だけではもの足りないの（10月2日、マンダラ）※友田マキ名義
- 初脱ぎ熟女 アナタゆるして（10月15日、クリスタル映像）
- おばんリターンズ拾四（10月17日、オバンリターンズ）※友田真樹名義
- 人妻の情事 8（10月21日、素人ビデオ愛好会）
- 女盛り・熟れた肉体性行為集（10月25日、FAプロ）
- 裸のオーディション 7（10月25日、アリスJAPAN）オムニバス作品
- 隣の奥さんに甘えたい 8（10月26日、クリスタル映像）
- 人妻グッチョリーナ（10月30日、宇宙企画）
- 人妻不倫旅行 #006（11月1日、ゴーゴーズ）
- 人妻味比べ（11月1日、MOODYZ）
- 三十熟女 淫乳天国（11月10日、センタービレッジ）
- 人妻浪漫（11月10日、リッチジャパン）
- 投稿熟女専科 不倫編（11月20日、ネクストイレブン）
- 不倫 Episode 2（11月23日、フリービジョン）オムニバス作品
- 近親相姦 第六章 #25（11月25日、桃太郎映像出版）
- 官能ミセスカタログ 四十路編（11月25日、ロイヤルアート）
- Mrs. Tokyo Date V（11月30日、ステージメディア）
- FULLBODY 熟女AVアルバム 第2弾（12月1日、レイディックス）
- 人妻千人斬り 2（12月6日、ヒビノ）
- Madam Erotica（12月18日、ステージメディア）

#### 2003年
- 団地妻 濡れる昼下がりの秘密（1月11日、アテナ映像）
- 鬼婦人（1月17日、アーバントレーディング）
- 素人マダムズ [LEVEL A] 其の十一（1月17日、アリスJAPAN）
- 巨乳爛漫情熱エロ奥さま（1月18日、麟太郎商店）
- 母は肉奴隷人形 性欲処理は母さんで…（1月20日、レイディックス）
- 人妻が熟れて我慢できない午後3時 4（1月21日、シーツーコーポレーション）
- 淫行レズ熟女 vol.4（1月25日、マダム探偵局）
- 実録人妻交遊録 file 04（1月29日、KUKI）
- チンポなぶりの虜になった私IV 〜若妻編〜（2月6日、SODクリエイト）
- セーラー熟女 2（2月11日、クリスタル映像）
- 誰にも言えない人妻の秘密 9（2月14日、VIP）
- 人妻温泉 癒し系 2（2月18日、クリスタル映像）
- 産地直送 天然巨乳妻 全国巨乳列伝（2月19日、ビッグモーカル）オムニバス作品
- 脱ぐ女 〜ランジェリー編〜（2月21日、マックス・エー）
- 人妻秘密倶楽部 No.6（2月28日、アーバントレーディング）
- 禁断性教育（3月4日、アーバントレーディング）
- 不倫OK! 団地妻は太いのが好き!!（3月15日、鱗太朗商店）
- THE・義母図鑑 25（3月22日、マルクス兄弟）
- 私脱いだらスゴイんです 淫華爛漫編（3月23日、ビッグモーカル）
- SHIROGANE 白金の人妻たち（3月26日、ビッグモーカル）
- 豊乳蘭麝 第四章（4月8日、フォーエバー/マダム探偵局）
- 新近親遊戯 続・蔵の中の私 壱（4月11日、グローバルメディアエンタテインメント）
- 美人妻白百合晩餐館III（4月20日、ビッグモーカル）
- 熟女三昧 No.2（4月28日、アニメイト）
- 豊満三十路乳 乱交スペシャル版 序章（5月1日、マダム探偵局）
- 美人教師 暴行現場 14（5月13日、クリスタル映像）
- まんぐり熟女 3（5月15日、ニューネクスト）
- 熟女Max 2（5月16日、ルビー）
- レ・ズ・ビアン11（6月6日、U&K）
- 人妻の戯れ　第四章（6月10日、隼エージェンシー）
- 熟女AV 淫の章（6月16日、ロイヤルアート）
- 巨乳熟女たちの饗宴（6月20日、アリスJAPAN）
- 酔いどれ三十路酒（6月23日、センタービレッジ）
- 団地妻 白昼に曝された悦妻たち（6月25日、ビッグモーカル）
- 秘書 DOCUMENT 02（6月28日、フリービジョン）
- 艶女EX（7月6日、ルビー）※友田真紀名義
- オナニスト第四章（7月9日、隼エージェンシー）
- フェラコレ2003夏（7月9日、隼エージェンシー）
- 熟女の恥態遊戯（7月10日、AVS）
- 敏感すぎるたわわな乳房を鷲掴め!（7月11日、アリスJAPAN）
- 人妻OL倶楽部 5（7月15日、素人ビデオ愛好会）
- 秘肉激震! 不倫の宿 #007（7月16日、ガッツ）※まき名義
- 雌犬妄想妻（7月19日、ディープス）
- 奥様欲情日記 上品ぶったって奥さん 下の方はホラ、こんなに（7月21日、アテナ映像）
- 真珠夫人たちの告白【七】・の匂いに目が眩んで（7月23日、レイディックス）
- 熟女Max 5（7月25日、ルビー） ※水野麻希(仮名）名義
- 三十路フェラチズム 熟女生尺づくし（7月28日、熟女日本海）
- 東京下町艶熟女（8月13日、ビッグモーカル） ※真希名義
- 凌辱巨乳妻 性獣の餌食（8月15日、隼エージェンシー）
- 熟妻（8月30日、隼エージェンシー）
- 熟女のぬくもり 2（9月15日、ニューネクスト）
- 艶熟 中出し（9月19日、グローリークエスト）
- 美熟女だらけのママさんバレー（9月19日、ディープス）
- 美熟女だらけのママさんバレー公式プロフィール（9月19日、ディープス）
- 優しい奥さん（9月19日、ナチュラルハイ）
- 女遊戯　婦人科の色情（9月25日、アートモデルズ）
- 素人マダム水泳教室 レッスンワン（9月25日、アレックス）
- 潜入!!宅配レズビアン24時（9月28日、ビッグモーカル）
- 巨乳マンション 18 性春ざかりのEカップよがり妻（10月3日、ワープエンタテインメント）
- 奥さん!つゆダクでんなあ 私は痴女 人妻編（10月5日、クリスタル映像）
- フェラコレ2003秋（10月8日、隼エージェンシー）他多数出演
- こだわりの手コキ240スペシャル33人（10月8日、隼エージェンシー）
- Mrs. Tokyo Date IX 抱かれたい人妻（10月31日、ステージメディア）
- 僕のやさしいママになってください。（11月10日、ドグマ）
- 後妻の女（11月13日、隼エージェンシー）
- 変態巨乳女医（11月14日、タカラ映像）
- 熟女ざかり（11月15日、MOODYZ）
- 自慰の極み 〜自慰マニア専用〜（11月16日、ガッツ）オムニバス作品
- 高級美熟女（11月18日、メディアボス）
- 近親相姦 恥辱の巨乳母（11月20日、グローリークエスト）
- 美熟女トルコ行進曲 〜泡踊り伝説〜（11月20日、ディープス）
- 熟女レズ（12月4日、ジャネス）
- 熱烈!超熟オナニー（12月4日、ディープス）オムニバス作品
- 人妻艶熟 乳を吸われただけでイキそうです。（12月5日、スカイラブ）
- 爆乳義母（12月5日、笠倉出版社）
- 綺麗な人妻たちを犯したい III（12月12日、隼エージェンシー）※真希名義
- お義母さんはボクの性処理道具 2（12月15日、ニューネクスト）※真希名義
- 男喰い熟女 〜ザーメン搾り〜（12月15日、マドンナ）
- お姉さんのランジェリー 3 エロティックストッキング（12月18日、ステージメディア）

#### 2004年
- 巨乳若妻騎乗位調教 2（1月6日、アニメイト）
- 初めての淫語レッスン（1月9日、ニューネクスト）
- フェラコレ2004冬（1月9日、隼エージェンシー）
- 熟女ナマ撮り（1月15日、マドンナ）
- 麗しの団地妻 3（1月15日、マドンナ）
- 働く女のエロ事情（1月15日、マドンナ）
- 破廉恥マダムス 性処理玩具3人のザーメン処理妻（1月15日、隼エージェンシー）
- 巨乳女を狩る。（1月23日、うまなみ。）
- 人妻が濡れて欲しがる昼下がり（1月30日、VIP）※真希名義
- もしもあなたの家が人妻痴女集団に占領されたら?（2月10日、ドグマ）
- M的妻（2月11日、グローバルメディアエンタテインメント）
- オナニスト第六章（2月13日、隼エージェンシー）
- 実録投稿（2月15日、素人投稿派）※冬子名義
- 巨乳誘惑妻（2月20日、タカラ映像）
- 8人の美熟女たちにいじめられてみませんか?（3月10日、グローバルメディアエンタテインメント）
- こだわりの手コキ 180SP 31人（3月12日、隼エージェンシー）他30名出演
- 熟女おもらし恥態6連発 4（3月15日、マドンナ）
- 義母のまなざし VOL.2（3月15日、マドンナ）
- 母親失格（3月16日、センタービレッジ）
- ファンの妄想かなえます（3月17日、グローリークエスト）
- 人妻監禁レズ調教（3月18日、ディープス）
- 妻・いたぶり受精（3月19日、リッチジャパン）
- 狂艶! 三人熟女 曝乳わしづかみ!（3月21日、SUPER STUFF）
- 爆乳天気予想 VOL.3（3月23日、アルファーインターナショナル）
- バーチャルマダムオナ vol.01（3月25日、アルファーインターナショナル）
- 三十歳 〜9人の桃色絵巻〜（3月26日、タッチ）※友田真紀名義
- お姉さんは年上の彼女（3月26日、ブレイブキング）※浅田希美代名義
- 実録 犯された人妻達（4月3日、ヒビノ）
- オナニー・パラノイア（4月10日、ドグマ）
- 痴熟女発情オナニー 4（4月15日、マドンナ）
- 現代猟奇事件簿 平成の阿部定（4月20日、満月）
- 未亡人 柔肌の悶え 4 アソコが忘れてくれないの（4月23日、クリスタル映像）
- もしもこんな痴女がいたら…。2 （4月23日、うまなみ。）
- 〜エロい巨塔 お届けヌキっこ隊! もしもこんな病院があったら?（4月30日、アルファーインターナショナル）
- 実録中出し第八章〜痴女編（5月7日、タカラ映像）
- 巨乳マニフェスト Fカップ人妻の正しい愉しみ方（5月8日、ドグマ）
- 発情人妻SEX遊戯（5月12日、マドンナ）
- 人妻おそそ汁（5月21日、ワイルドサイド）
- 隣の若奥様 二丁目（5月22日、ラハイナ東海）
- 巨乳人妻狩り! （5月28日、うまなみ。）
- 熟女電マ狂 [3倍モード]（5月29日、ラハイナ東海）
- 人妻凌辱 No.4（5月31日、プリウス）
- 巨乳リザーブ（6月4日、タカラ映像）
- あゝ!一軒家女子プロレス(仮）DVD Disc.3（6月4日、ナチュラルハイ）
- 人妻凌辱 夜這いで犯る 2（6月8日、プリウス）オムニバス作品
- 隣人妻の狂った下半身（6月15日、ジェイモデル）※まき名義
- 男喰い熟女 〜巨乳淫乱3姉妹〜（6月15日、マドンナ）
- 最初で最後のアナルファック（6月17日、グローリークエスト）
- 近親相姦（6月26日、ラハイナ東海）
- 熟女レズ（6月26日、ラハイナ東海）
- 不倫人妻（7月1日、ワンズファクトリー）
- 大富豪（7月3日、ワープエンタテインメント）
- 隣のエプロンおばさん（7月9日、主婦の友）
- 人妻セックスライブ 解放される牝の本能（7月15日、ジェイモデル）
- 美人妻凌辱縄化粧（7月15日、マドンナ）
- まんず奥さん…どすけべだべさ! ふるさと美熟女特急便（7月15日、鱗太朗商店）オムニバス作品
- 禁妻 はしたない私（7月16日、日本メディアサプライ）
- 癒しの母、痴なる母 七（7月17日、麒麟堂）※友田真樹名義
- ゆかた娘（8月1日、ワンズファクトリー）
- 超売れっ子の超イイ体のお姉さまと美熟女にやってもらいたいこと全部やってもらいました（8月5日、SODクリエイト）
- 戦争の女たち 母娘凌辱編（8月5日、ヒビノ）
- 和服の母 男喰い（8月23日、ギャンズ）
- 鬼畜家族●近親相姦 乱れ打ち 「これが私の生きる道」 1（8月23日、ギャンズ）
- 鬼畜家族●近親相姦 乱れ打ち 「これが私の生きる道」 2（8月23日、ギャンズ）
- 熟女プライド（8月25日、KUKI）
- マドンナスペシャル 妻たちのセレナーデ 特別編（9月15日、マドンナ）
- 年下の男の子 義母のぬくもり（9月17日、グラフィティジャパン）
- 続 戦争の女たち 巨乳輪姦（9月23日、ヒビノ）
- 熟女の館（10月1日、スタイルアート(MOODYZ））
- レイプ（10月1日、ワンズファクトリー）
- 近親相姦図 熟母相姦（10月1日、マルクス兄弟）
- 酔うと淫乱になる姉さんとやりたくないですか?（10月5日、ナチュラルハイ）
- 旦那の目の前で…（10月8日、ドグマ）
- 酔いどれ温泉湯けむり大乱交（10月15日、マドンナ）
- 魔乳の女たち（10月15日、アリスJAPAN）オムニバス作品
- 憧れの女性 新・親友の母 III（10月19日、グラフィティジャパン）
- 超絶 レズバトル 本妻VS愛人（11月4日、ディープス）
- 拘束椅子トランス（11月8日、ドグマ）
- 兄嫁真希（11月15日、MOODYZ）
- インターネットエロスレッド再現! 近親相姦他編（11月18日、V&Rプロダクツ）
- 痴女族 I'm just only chijo（11月19日、ディースリー）
- 淫欲人妻の実態 〜昼下がりの淫らな出会い〜（12月1日、ゾーンワークス）
- 熟女乱舞 2（12月1日、MOODYZ）
- 近親家族（12月2日、ビーワン）
- 9人の中出し 淫の巻（12月3日、吾妻屋映像）
- 人妻シースルー自慰 第四章（12月3日、自慰マニア）
- 美熟女ぶっかけスペシャル 〜ザーメン除霊〜（12月15日、マドンナ）
- 美熟女画報（12月15日、MOODYZ）
- 親友の母（12月17日、グラフィティジャパン）
- 近親家族（12月20日、ビーワン）
- イイ女狩り 5（12月24日、うまなみ。）
- 豊乳美熟女DELUXE【蔵出し版】（12月21日、鱗太朗商店）オムニバス作品

#### 2005年
- 中出し義母レイプ（1月7日、TMA）
- スケバン熟女（1月10日、AVS）
- 美熟女新春大乱交〜ハメましておめでとうございます!〜（1月15日、マドンナ）
- 大人の旅百選（1月20日、ナチュラルハイ）
- 新・少年A（1月20日、ヒビノ）
- 長崎みなみの未亡人下宿 II（1月28日、グラフィティジャパン）
- もしもこんな痴女がいたら…。4（1月28日、うまなみ。）
- おふくろの味（2月3日、チャンネル・ヴィ/マンダラマダム）※友田真紀名義
- 失禁やで〜ぇ 奥さんの匂いは最高や〜ぁ（2月8日、マルクス兄弟）
- 非日常的悶絶遊戯 第三十六章 夫の部下に弄ばれる奥様、真希の場合（2月10日、AVS）
- WORKS 働く女性4時間（2月11日、ビッグモーカル）
- FACE 80（2月20日、アウダースジャパン）
- 催眠[赤] VIII（2月17日、アウダースジャパン）
- 団地妻欲情日記（2月25日、グラフィティジャパン）
- 童貞の僕がいとこの巨乳三姉妹の家に居候した。パート1（3月4日、V&Rプロダクツ）
- 背徳遊戯 マダムレズビアン（3月8日、マルクス兄弟）
- 熟女戯び the madams les 1（3月25日、ジャネス）
- 痴女の哲学（3月28日、姦姦倶楽部）
- 激淫（4月1日、ワンズファクトリー）
- 妖艶接吻女学院（4月5日、アウダースジャパン）
- 痴熟女が男をいじめるとき!?（4月15日、ジャネス）
- 熟女 刺激…癒し… 義理の息子に犯されて（4月21日、アイエナジー）
- 跳梁染まる錦鯉（1月23日、タカラ映像）
- 熟女マニアがみる夢 ブルセラ熟女 2巻（5月10日、AVS）
- 集団病棟ジャック（5月19日、ドグマ）
- 溜池ゴローのうれごろ日記（5月20日、ミル）
- OL性欲論（5月24日、姦姦倶楽部）
- 絶頂レズライブ nao.（5月27日、ケイ・エム・プロデュース）
- 熟女マン遊記 子供のためなら何でもします（5月28日、タッチ）
- 熟女童貞少年狩り 2（6月13日、カルマ）
- 友田真希の素人逆ナンパ中出し（6月15日、隼エージェンシー）
- 美熟女筆おろし学院（6月16日、ディープス）
- パジャマっ娘（6月16日、ワンズファクトリー）
- LES×LES×LES（7月1日、ワンズファクトリー）※中田真希名義
- ROOM337 ROOM MATE ＃006 MAKI 性感ペット調教エステ（7月13日、ウエストメディア）
- 熟れたパイレズビアン（7月15日、ドグマ）
- 嗚呼 癒しの巨乳熟女（7月22日、笠倉出版社）
- もしもこんな○○があったら… パート4（8月4日、V&Rプロダクツ）
- 艶熟接吻巨乳病棟（8月5日、アウダースジャパン）
- ザ・タブー家族 義母がすけべで身がもたない 7（8月12日、東京音光）
- 電マ攻撃 電マの快感におぼれる女たち（8月18日、アイエナジー）
- 義母性活（8月20日、ネクストイレブン）※真希名義
- 狙われた人妻 調教レズレイプ1 〜女が女を犯す時。〜（8月26日、U&K）
- 艶熟女社長愛憎接吻（9月2日、アウダースジャパン）
- エロエロヴァーサスどっちのおかずショー 着エロVS泡エロ（9月9日、姦姦倶楽部）
- ぬめる舌が絡まるディープキススペシャル&フェラチオもあります（9月10日、AVS）
- 厳選オナニー熟愛奴 アソコを疼かせてネバネバ秘貝を大公開! 欲求不満の変態熟女が自慰絶頂姿を晒して萌える!（9月13日、マルクス兄弟）
- 集団熟女の逆レイプで昇天（9月20日、ネクストイレブン）
- 第一回社内対抗チキチキ着エロクィーンコンテスト!（9月22日、ディープス）
- 流出素人熟女 1 嗚呼、四十路の春（9月22日、グラスワン）
- 義母ドラマDX（9月25日、サイド・ビー制作室）
- エロマダムつまみ喰い熟女（9月30日、シャッフル）
- ザ・喪服エレジー 3（10月14日、東京音光）
- Mトランス（10月19日、ドグマ）
- 近親相姦痴話 第一章 母と僕の秘密（10月25日、姦姦倶楽部）
- よだれ艶曲 3 巨乳美熟女"友田真希"の汚唾液（10月28日、アルファーインターナショナル）
- 極楽熟女（11月2日、エムズファクトリー）
- 熟女の吐息（11月2日、エムズファクトリー）
- 憎い貴女は 女神の左手 魔性の右手（11月5日、エムズファクトリー）
- 義母と息子 お忍び旅行 4　(11月11日、東京音光）
- SOD的 人生は波乱万丈だ!ゲーム 3（11月17日、SODクリエイト）
- OLエロフェチズム 官能のオフィスFUCK（11月18日、アリウス）
- 舐めダルマ面接 File.02（11月18日、アルファーインターナショナル）
- 陵辱奴隷 縄芝居（11月22日、姦姦倶楽部）
- 痴熟女 男を吸い尽くす本能 10（11月24日、アカデミック）
- A級熟女ハメ倒し（11月25日、アイルビークリエイト）
- 団地妻の理由 流出素人熟女! 3（11月25日、グラスワンソフトウェア）※友希名義
- 濡れ縄レズ淫辱（11月25日、シネマジック）
- 痴女降臨　（11月30日、アリウス）
- なぶり殺しに… 華道家元（12月1日、桃太郎映像出版）
- よだれ艶曲 4（12月2日、アルファインターナショナル）
- ストリッパー（12月4日、SODクリエイト）
- 友田真希のディープス1日広報部（12月4日、ディープス）
- オナニスト 第XII章 32人のズリマン女（12月5日、隼エージェンシー）他31名出演
- 近親相姦8ストーリー 第十一章（12月5日、隼エージェンシー）
- レイプ現場 IV ザーメンで汚された6人の女教師（12月5日、隼エージェンシー）
- 人妻の情事 II 夫以外の男に中出しされた妻たち（12月5日、隼エージェンシー）
- 人様の家のトイレでオナニーしちゃってます!! 4（12月12日、デンジャースキン）
- 理想の病院紹介します!パート1 看護婦さん女医さんがいっぱい(ハート）ハレンチ看護付き総合病院（12月21日、V&Rプロダクツ）
- 縄・M女優コレクション Vol.1（12月19日、ドグマ）
- 人妻凌辱物語 2（12月23日、TMインターナショナル）
- コスプレっ娘。ソープ嬢Plus!（12月25日、アリウス）

#### 2006年
- 陵辱別荘ジャック! 狙われた若妻たち（1月4日、ヒビノ）
- Fetish Lesbian 友崎亜希&友田真希（1月10日、ドリームクリエイト）
- 親友の母（1月19日、太 (グラフィティジャパン））
- 下着メーカーに転職したらモテた(ハート）パート1 〜社内会議はお約束!女子社員一同下着姿。〜（1月19日、V&Rプロダクツ）
- 熟れた友達のお母さんを犯しまくりたい。（1月19日、ドグマ）
- 乳揉みしだき視姦 熟女巨乳のぞき穴（1月28日、ラハイナ東海）
- 淫欲に狂う人妻OL 友田真希33歳（1月30日、コージィ）
- 肉棒の虜になった女たち vol.1（2月2日、PUSSY CAT）
- こだわりの手コキ 40人のハンドメイド（2月10日、隼エージェンシー）他39名出演
- 団恥妻 堕ちていく昼下がり（2月11日、ビーエムドットスリー）
- オトナのパンスト艶脚 ＜ピアノ講師編＞（2月17日、心交社）
- あけび秋の熟れた裂けくちに接吻を 05（3月10日、AVS）
- 極上4時間 手淫&舌淫 SPIII（3月10日、隼エージェンシー）他多数出演
- 三十代の未亡人 独身婦人の解禁日（3月13日、アンダーコア）※涼子名義
- 四畳半未亡人のみだれ肌（3月20日、ネクストイレブン）
- いやらしい美熟女は好きですか?（3月20日、ネクストイレブン）
- 人妻の羞恥 1（3月25日、ジャネス）
- 有名熟女と行く夢のSEX付き温泉旅行（4月7日、映天）
- ハイレグ熟女 2（4月13日、溜池ゴロー）
- HARDCORE LESBIAN 友田真希&宮下真紀（4月18日、ドリームクリエイト）
- 官能熟女の痴的淫戯（4月19日、ベラ企画）
- 雌女anthology #008 「熟女の口は嘘をつく。」（4月21日、アウダースジャパン）
- ヤラせてよ、友田真希 アネキ女優を連泊ハメ撮り（4月25日、しのだプロジェクト）
- イイ女狩り 5（5月4日、ケイ・エム・プロデュース）
- 非日常的クネクネ映像集 渡辺琢斗のライフワーク(ディレクターズ・カット特別編）（5月10日、AVS）
- まさか叔母ちゃんに筆下ろしされるとは… 6（5月12日、東京音光）
- 艶女百合組協奏曲（5月15日、写楽）
- 人妻尽くしんぼ（5月19日、クロス）
- 熟女同窓会 色づいた女たちの競艶（6月9日、東京音光）
- 喪服奴隷XXVIII（6月6日、シネマジック）
- 美熟女が拘束され加藤鷹にイカサレまくるビデオ!〜友田真希編〜（6月13日、溜池ゴロー）
- 熟女のムレムレパンスト 2（6月16日、アリスJAPAN）
- こだわりの手コキ 240スペシャル33人（6月23日、隼エージェンシー）他34名出演
- 義母奴隷（7月13日、溜池ゴロー）
- 第2回D-1クライマックス公開オーディション（7月15日、ドグマ）
- 新・母子相姦遊戯 母と娘 ＃3（8月7日、グローバルメディアエンタテインメント）
- 美熟女の午後は妄想おもらし三昧（8月10日、AVS）
- 競泳水着 恥辱マッサージ 6人のマッサージ好き熟女たち（8月10日、AVS）
- 熟女を電マでイカせ続ける3時間 2（8月11日、プレステージ）
- 世界一巨大な性感帯を持つ美少女（8月17日、SODクリエイト）
- どすけべ地方熟女たち8 〜赤穂・有馬篇〜（8月19日、ルビー）
- 貴方の妄想叶えます!!（8月28日、アリウス）
- 手コキクリニック 〜看護学校編〜（9月7日、SODクリエイト）他多数共演
- クイコミ擦りつけオナニ〜!（9月15日、ジャネス）オムニバス作品
- 春夏秋冬おとなの脚暦（9月15日、心光社）
- 女だけの巨乳家族 レズビアン近親相姦（9月19日、クロス）
- レズフィスト・ドラッグ〜少女の夢はいつだってフィストファック〜（9月19日、D1(ドグマ））
- 美熟女レズ3姉妹（9月19日、スタイルアート）
- ディープキスレズビアン（9月20日、アルファーインターナショナル）
- 美人広報部員ゲーム対決!! どスケベスペシャル（9月21日、SODクリエイト）
- 極上てこき II（9月22日、隼エージェンシー）他多数出演
- 禁断潜入レズビアンナイト 限定版（10月5日、アウダースジャパン）
- DOKIレズ 3（10月5日、アウダースジャパン）
- 熟痴女 美人3姉妹（10月5日、ジャネス）
- 淫辱の小便器に墜ち溺れて 11（10月10日、AVS）
- AVに出演する人妻たち（10月12日、ユニバーサル）
- 裏撮り FILE.01（10月13日、暗闇屋）オムニバス作品
- 黒人×友田真希（10月15日、ミル）
- チンポいたぶり好きで、寸止め好きな、いじわる主婦に犯される!!（10月19日、ドグマ）
- 美熟女レズ温泉（10月20日、映天）
- 集団痴熟女にイカされてみませんか?（10月25日、ネクストイレブン）
- まるで我慢できない人妻（10月25日、フォーディメンション）
- マドンナファンの集い 美熟女と行く混浴温泉バスツアー（10月25日、マドンナ）他多数共演
- 密室巨乳むさぼりSEX（11月19日、ドグマ）
- 巨乳レズ温泉痴女旅行（11月19日、スタイルアート）
- CELEB NAGOYA VOL.7 セレブ名古屋（11月25日、ゲインコーポレーション）※真希名義
- 友田真希を拘束電マ痙攣潮吹き連続アクメ中出し（12月13日、カルマ）
- 癒らし。〜大人の恋愛 VOL.8〜（12月15日、アウダースジャパン）
- 熟女羞恥旅行（12月15日、ジャネス）
- 官能バイブル 〜Pureness & Reality〜 I レッスン編（12月18日、グラフィティジャパン）
- 官能バイブル 〜Pureness & Reality〜 II 実演編（12月18日、グラフィティジャパン）
- 汁姫乱舞 〜ギフト〜 03（12月20日、ING）※MAKI名義
- 人妻の性…（12月20日、小林興業）
- 親友の母と背徳のゴム無し交尾（12月20日、ネクストイレブン）
- 熟G2 発情するGパンマダムたち（12月25日、アロマ企画）
- もう一つの熟バス 未公開セックス・フェラ映像全てお見せします!（12月25日、マドンナ）他多数共演

#### 2007年
- アナルトランスDX（1月19日、ドグマ）
- Angel Kiss ビアンたちの愛情物語 3（1月25日、グラフィティジャパン）
- 聖マドンナ病院 〜美熟女たちの欲望カルテ〜（1月25日、マドンナ）
- 人気熟女でございます（1月25日、ネクストイレブン）
- きせかえBABE vol.01（1月25日、姦姦倶楽部）
- しゃぶり悶える12人の人妻熟女（1月25日、ビッグモーカル）他11名出演
- 熟した競泳水着 1（2月5日、ジャネス）
- 熟露出ダンス!!（2月5日、未来・フューチャー）
- 悦楽奴隷調教　SMフィスト　友田真希（2月7日、アタッカーズ）
- 【近親相姦シリーズ】 継母〜ままはは〜 十（2月10日、ドリームステージ）
- 巨乳OL健康診断2（2月19日、クロス）
- セレブ美熟女 最高の筆おろし!2（2月25日、マドンナ）
- おげれつな! 尻フェチ!（2月25日、未来・フューチャー）
- 安田氏秘蔵の人妻交際コレクション 9（2月28日、ルビー）
- 接吻の輪舞曲 友田真希＆麻生岬（3月10日、AVS）
- キャンギャル熟女 〜麗しの90年代〜（3月12日、ミル）
- 近●相姦 巨乳の母に中出し（3月23日、Nadeshiko）
- 東京－香港3000キロ 暗躍の地下組織 拉致・監禁 K国の陰謀に貶められた3人の巨乳美熟女妻たち（3月24日、ルビー）
- 熟女レズ センズリ狂ふたなり姉妹（4月4日、グローバルメディアエンタテインメント）
- 発射後も責め続ける女 1（4月5日、ジャネス）
- 母乳も飛び散る♪巨乳レズエステ（4月5日、アキノリ）
- 絞め襲う昴奮と決裂の雌花（4月10日、天奇）
- サディスティック・ティーチャー（4月10日、AVS）
- 熟女犬 2（4月13日、溜池ゴロー）
- グイこみ満熟（4月19日、ZONE）
- レディコミ動画 主婦の性活 嫁姑（4月21日、レイディックス）
- 癒らし。-大人の恋愛　SPECIAL版（5月3日、アウダースジャパン） ※AV OPEN 2007エントリー作品
- 背徳のエロス 妻の「下心」（5月4日、ながえスタイル/サイドビー）
- 一人娘は性的サディスト反抗期（5月19日、クロス）
- 縄・女囚拷問コレクション Vol.1（5月19日、ドグマ）
- Glamorous Woman（6月1日、MOODYZ）
- 縄・7人のM女（6月19日、ドグマ）
- 養子になったら男は僕一人ぼっちだった…。（6月21日、アキノリ）
- 平成フェチ劇場 覗き穴 夜這い旅館（6月22日、ケイエスエス/JSDSS）
- 禁断淫欲病棟（7月5日、アウダースジャパン）
- DOKIレズ 12（7月5日、アウダースジャパン）
- スペレズW乱交（7月5日、WOMAN）
- 責め縄秘画報 縄悦 其の九　(7月14日、アート）
- 性母・真希（7月15日、ドグマ）
- 不倫人妻 淫乱温泉旅情 ー昇天の章ー 真希（7月25日、姦姦倶楽部）※真希名義
- 大人たちの非常識変態性行為（7月25日、ながえスタイル）
- 人妻たちの美麗鳴淋炎 〜其ノ参・再燃〜（8月1日、AVS）
- フェロモンマダム vol.2（8月7日、桃太郎映像出版）
- 女教師真希（8月13日、溜池ゴロー）
- 吉原女郎絵巻（8月20日、ネクストイレブン）
- バイブ白書M（9月1日、AVS）
- オトナの願望 一夫多妻ハーレムライフ（9月6日、WOMAN）
- 熟女狩り 3（9月24日、スパークビジョン）
- 癒しの温泉旅館 美熟女女将 宿帳 1(9月26日、グラフィティジャパン）
- 人妻たちの美麗鳴淋炎 〜其ノ伍・姉妹愛〜（10月1日、AVS）
- 親戚がエロくてガマンできない3時間スペシャル 3（10月5日、サイド・ビー制作室）
- 窒息圧迫! 顔騎悦楽（10月7日、ZONE）
- BODY JACK 〜大量ローション☆粘液アクメ☆体液ファック〜（10月19日、ドグマ）
- 親友の母（10月19日、グラフィティジャパン）
- 淫乱肉欲妻(10月25日、ながえスタイル）
- 不倫妻密会旅行 VOL.2（10月26日、映天）
- 熟女狩り 5（10月27日、スパークビジョン）
- 痴女嗜好 -みだら-（10月31日、アリウス）
- 熟女の手ほどき（11月9日、グラフィティジャパン）
- 裏出張人妻調教（11月13日、溜池ゴロー）
- 真説 母子相姦 家庭内交尾ドキュメントSP(11月13日 BRAVO）
- みるスポ!（11月19日、みるきぃぷりん）
- 近親相姦ドラ息子の哀母飼育（11月19日、ヤブサメグラフィティ）
- 義母と息子 秘密の情事（11月25日、FAプロ）
- Imagination Love（11月26日、グラフィティジャパン）
- 人間酷包（12月1日、ミル）
- Wミニスカ捜査官 悶絶フィスト2穴中出しレレズ輪姦（12月1日、エムズビデオグループ） ※AVグランプリ2008 グランプリステージ エントリー作品
- 調教レズビアン 2 〜女医に犯されるナース〜（12月5日、ジャネス）
- 昼間に自宅で監禁されて… (不法侵入×巨乳妻レイプ）（12月5日、ドリームチケット）
- 魔性の女 （12月13日、溜池ゴロー）
- 熟女ガマンできない 〜第五章〜（12月19日、シャイ企画）
- 熟女の秘めたる楽しみ フィーリングレズビアン（12月25日、グラフィティジャパン）
- 昭和ブルーフィルム 3 割烹着の新妻はエロスの匂い 亭主の弟と狂う情事の宿 旅館の女中と一夜の情交（12月25日、エフエー映像出版プロダクト）
- 人妻達の緊縛願望 〜着衣のままで犯されて…〜　(12月25日、ZONE）

#### 2008年
- 淫熟レズ汁 7（1月5日、ジャネス）
- 狙われたパート妻 〜キャバクラ雑用係編〜　(1月7日、マドンナ）
- 東京の美人奥さん、オイラのセンズリ見て下さい!!（1月12日、ヤブサメグラフィティ）
- 熟女犬マキ（1月13日、溜池ゴロー）
- 美熟女スナック（1月16日、マキシング）
- 超豪華有名女優未公開映像とってもスケベなフェラッ娘たち! 淫乱お口編（1月19日、桃太郎映像出版）
- 妖艶おんな愛戯 欲情を誘う甘い罠（1月25日、マドンナ）
- 日常に潜むドSな女達 メイド&女教師編（2月1日、AVS）
- M女覚醒レズ奴隷調教 絶対服従性的主従物語 1（2月15日、ジャネス）
- ガリ勉美少女めがねっこの誘惑だらけの淫らな生活（2月19日、クロス）
- 生指オナニー 3（2月22日、アウダースジャパン）
- 人妻緊縛 潮吹き折檻（2月25日、ZONE）
- 色に狂った未亡人 濡らして待つわ…（3月13日、シネマ・コーポレーション/エフエー映像出版）
- 艶縄・人妻不倫（3月15日、大洋図書）
- 熟・Mドラッグ（3月19日、ドグマ）
- トリプル貪欲アクメボディー タチネコローテーション式レズビアン（3月19日、アンナと花子）
- アブノーマルレズ 熟女2×レイプ 1（3月19日、スタイルアート）
- 月刊熟女秘宝館　欲望咲き淫れて夢見月（3月20日、ネクストイレブン）
- 美顔（4月1日、溜池ゴロー）
- 美人三姉妹 女組長凌辱処刑 極道の女（4月7日、アタッカーズ）
- パイパン大好きロリコン美熟女二人組み、巨乳で責め寄る淫乱サンドウィッチ同性愛（5月19日、アンナと花子）
- Wワキ毛 レズフィスト・ドラッグ（5月19日、ドグマ）
- Lの新世界（5月25日、グラフィティジャパン）
- こちらマドンナ独身寮・ただいま満室 潮吹き寮母がチンポのお世話もいたします!（6月25日、マドンナ）
- いびりいびられ愛し合う…ド変態レズビアン（6月25日、ながえSTYLE）
- 母さんの腋の毛（7月7日、マドンナ）
- 匂いたつパンストの誘惑 〜スナックの美人ママ・真希のフェロモン美脚〜（8月7日、マドンナ）
- 熟女ヒロインVol.19　(8月8日、ギガ）
- 昼下がりの人妻いぢめ町内会（8月19日、クロス）
- コムスメには絶対出来ないAV業界4大艶女の淫猥SEX（9月4日、WOMAN）
- 耽溺・愛の煉獄、熱き縄肌（9月16日、大洋図書）
- おちんちんから潮を大量に噴かせるスゴ技（9月18日、SODクリエイト）
- 被虐の奴隷母（9月25日、マドンナ）
- It´s show time WOMAN 2周年記念作品（10月9日、WOMAN）
- お掃除おばさん（10月1日、溜池ゴロー）
- 手マン潮吹き絶頂淫語レズビアン（10月19日、クロス）
- 憧れの先生（11月1日、溜池ゴロー）
- 楠木女学院 奴隷色のステージ 3（11月7日、アタッカーズ）
- 溢れだす美熟女の泉 〜腋毛を生やしたおもらし女弁護士・真希〜（11月7日、マドンナ）
- 髪結いの女〜Barber Woman（11月19日、ドグマ）
- 義母の匂い（12月1日、溜池ゴロー）
- 淫妻のカヲリ（12月7日、みるきぃぷりん）
- 親子どんぶりレイプ中出し強制レズショー（12月19日、クロス）
- 巨乳ワキ毛とスケベな美脚、熱い季節の発情ロマンス（12月19日、アンナと花子）
- 恥辱の老人ホーム（12月25日、マドンナ）
- 人妻不倫旅行 復刻版（12月25日、ゴーゴーズ）※真希名義

#### 2009年
- 小説家の妻（1月1日、溜池ゴロー）
- 狙われたパート妻 〜キャバクラ雑用係編〜（1月7日、マドンナ）
- マドンナファンの集い 美熟女と行く混浴温泉バスツアー 4 祝・マドンナ5周年 〜豪華美熟女たちの恩返しSPECIAL〜（1月25日、マドンナ）
- 快楽M性感美脚エステ(2月5日、フリーダム）
- 寮母さんに弄ばれました。(2月5日、フリーダム）
- 女看守の苛虐懲罰（2月5日、フリーダム）
- 近親相姦 優しく厳しい巨乳の母と、Jカップ爆乳痴女のお姉ちゃん。甘えん坊の兄弟は、とっても美人なニューハーフ（2月19日、クロス）
- 最高級秘密倶楽部 親子W中出しソープ（3月1日、ヴィ）
- マジックミラー号 超ゴージャス!濃密美熟女逆ナンパ 横浜みなとみらい編（3月5日、ディープス）
- 銭湯の看板女将はお熱いのがお好き（3月7日、マドンナ）
- 親友の母と背徳の交尾関係（3月15日、スターパラダイス）
- もう一つの混浴温泉バスツアー 4（3月25日、マドンナ）
- 超高級美少女レズ・ソープ嬢 プレミアム（4月4日、ディープス）
- 羞恥熟女 〜公衆の場での破廉恥行為に膣を濡らす女たち〜（4月5日、未来フューチャー）
- 背徳の団地妻 昼下がりの下半身事情（4月7日、マドンナ）
- 中出しソープ 麗しの熟女湯屋 美熟女総本店（4月8日、グローバルメディアエンタテインメント）
- 友田真希がソープランド嬢だったら 〜人妻が旦那に秘密でアルバイト〜（4月13日、溜池ゴロー）
- 女体マグニチュード ボッキ・クリトリス直下型アクメ（4月19日、ドグマ）
- 人妻拷問アクメ 8（4月25日、BabyEntertainment）
- ヘンリー塚本の ショッキング映像 ナマナマしい性器結合のリアリズム（5月10日、エフエー映像出版プロダクト）
- 夫の友人（5月25日、マドンナ）
- 集団ポルチオ大乱交6時間（6月1日、MOODYZ）
- 人気美熟女5人VS特別ご招待ユーザー様10人 混浴露天風呂ファン感謝祭(生）大乱交（6月4日、ROCKET）
- 近親相姦【弐】母子スワップ（6月4日、アイエナジー）
- センズリふたなり熟女（6月10日、グローバルメディアエンタテインメント）
- 熟★ザイル（6月19日、ROOKIE）
- 極逝コレクター 悪魔の無限快楽拷問椅子（6月27日、BabyEntertainment）
- 女舌（7月19日、ミル）
- 犯された義姉（7月25日、マドンナ）
- 僕にだけ優しい真希ママ（8月7日、マドンナ）
- 叔母と過ごした夏休み（8月13日、溜池ゴロー）
- 喪服で狂う みだらなおんな（9月25日、ながえスタイル）
- 永久保存版 乱れ妻名作全集（9月25日、ながえスタイル）
- ぶっかけ中出し輪姦100連発 （11月25日、ダスッ!）
- W美熟女レズフィスト（11月25日、マドンナ）

#### 2010年
- エスカレートしすぎる熟女5人、あなたの自宅に突撃訪問。（3月11日、プレステージ）
- 母子交尾 ［熱海路］（6月5日、ルビー）
- 熟女レズ 美熟女レズビアン（6月10日、グローバルメディアエンタテインメント）
- 縄・ラストワルツ 友田真希引退作（6月19日、ドグマ）
- 近親相姦 異常性欲息子の母親調教（7月1日、VENUS）
- 親相姦 母と息子の肉欲交尾 引退決定!ありがとう友田真希スペシャル（8月19日、センタービレッジ）
- 美熟女不倫旅行 天城路（9月24日、Nadeshiko）

#### 2013年
- Madonna10周年記念作品 マドンナ熟女祭 〜10年に1度の大祭を仕切るのは誰！？愛液乱れ飛ぶ婦人会対抗の乱〜（12月25日、マドンナ）

#### 2016年
- 専属復活 友田真希 (8月25日、マドンナ)
- 妻が淫らに輝くとき…。 (9月25日、マドンナ)
- 綺麗な叔母さんが僕のアパートに泊まりに来て… (10月25日、マドンナ)
- 声を出せずに堕ちた私 -夫まで距離1メートル未満の喘ぎ我慢- (12月1日、マドンナ)
- カスギコウ原作・秀逸の背徳長編コミックがついに登場!!無明の渦 美しい母親達の禁断の肉体お受験戦争を忠実実写化!! (12月25日、マドンナ)

#### 2017年
- 臨時女教師、真希の誘惑。(5月7日、マドンナ)
- マドンナW専属 豪華初共演ハーレム逆3P!!僕の巨根を奪い合う二人の兄嫁 (7月1日、マドンナ)
- 人生で一番膣奥を貫かれたあの日から…。 (8月7日、マドンナ)
- 夫は知らない ～私の欲望と秘密～ (9月13日、マドンナ)
- 愛しさに濡れた昼下がり ～義母と息子の決して許されない背徳相姦～（10月13日、マドンナ）
- ドM一家の嫁（11月1日、マドンナ）
- 童貞青年に溺れた人妻ソープ（12月7日、マドンナ）

#### 2018年
- 暴風雨 憧れの嫁の母と二人だけの夜（1月1日、マドンナ）
- 合宿中の水泳部男子の勃起チ○ポが欲しくて堪らないオシャブリ中毒奥さん（2月7日、マドンナ）
- 密着セックス 出張先で深まる上司との情愛（3月7日、マドンナ）
- 浴室からはじまる中年男女の溺れゆく情事 濡れた密室（4月25日、マドンナ）
- 夫の童貞部下に発情して欲望のままに筆下ろしをする上司の奥さん（5月25日、マドンナ）
- 人妻ジーパン捜査官（6月25日、マドンナ）
- 彼女のお母さんがこっそりビキニに着がえてて…（7月25日、マドンナ）
- 人妻女教師痴漢電車 ～恥辱の通勤猥褻に溺れて～（8月25日、マドンナ）
- 母の友人（9月25日、マドンナ）
- 美熟女 湯けむり淫蕩女将が癒し蠱惑(こわく)する女将やど。（10月30日、日本橋映像）
- 汗が滴る夏の日の69～シックスナイン～情交 俯瞰映像で見る卑猥な中年交尾（11月25日、マドンナ）
- マドンナ15周年記念超大作!! ジャンボドリーム大共演!! 100億を拾った男と10人の美熟女 人生逆転ハーレム豪遊生活（12月25日、マドンナ）

#### 2019年
- 夫の上司に飾られた 人妻ボディアクセサリー（1月25日、マドンナ）
- 栄光からの転落… 100億の負債を背負った僕に降りかかった悲劇 ～10人の美熟女に犬として調教され続ける日々…。～（2月1日、マドンナ） ※「AV OPEN 2018」人妻・熟女部門エントリー作品
- 妻には口が裂けても言えません、義母さんを孕ませてしまったなんて…。-1泊2日の温泉旅行で、我を忘れて中出ししまくった僕。-（2月25日、マドンナ）
- 四六時中、娘婿のデカチ○ポが欲しくて堪らない義母の誘い（3月25日、マドンナ）
- 転職先の女上司に勤務中ずっと弄ばれている新人の僕（4月25日、マドンナ）
- 永遠に終わらない、中出し輪姦の日々。（5月25日、マドンナ）
- 濃密愛液おんなの同性愛（6月21日、日本橋映像）
- 僕の乳首を常に責めまくり、勃起させながら笑みを浮かべる人妻（6月25日、マドンナ）
- 絶倫の僕を取り合う両隣りの人妻と夢のハーレム新生活（7月25日、マドンナ）
- 僕が隣の痴女奥さんに様々な方法で射精管理され続けた一週間（8月25日、マドンナ）
- 「ねぇ? あなた、本当に童貞なの?」 ～童貞詐欺にイカされ続けた人妻～（9月25日、マドンナ）
- 月・水・金のゴミの日の朝、夫に内緒で時短中出しされる人妻（10月25日、マドンナ）
- 唾液の糸が絡みあう大人の接吻性交（11月25日、マドンナ）
- 中途の人妻社員が性奴隷と化すまで、部署全員で輪姦し続ける研修旅行。（12月25日、マドンナ）

#### 2020年
- ずっと…ずっと…、あなたに逢いたかった…。 ～愛欲、情欲、性欲、全ての欲望を解き放つ汗だく中出し性交～（1月25日、マドンナ）
- 同窓会キャンプNTR テントの中で中出しされた妻の衝撃的寝取られ映像（2月25日、マドンナ）
- 寂しさが誘う過ちに濡れた私は… ～理性を狂わせる快楽と情念の背徳性交～（3月25日、マドンナ）
- 友田真希×熟れコミ!! 原作:越山弱衰 トンデヒニイル 欲求不満な熟女の爛れた汗だく性交を卑猥に実写化!!（4月25日、マドンナ）※Blu-ray版同時発売
- 『初不貞』×『初性交』 お互いきっとドキドキしている-。（5月25日、マドンナ）

### アダルトVR (撮り下ろし作品)

#### 2019年
- 初VR!!友田真希 「何度失敗しても大丈夫だから…」思春期真っ盛り童貞の僕の為 笑顔でセックスの練習台になってくれる義母 (5月24日、マドンナ)

### アダルトビデオ（二次使用・総集編作品）

#### 2002年
- 舐めずり猥婦 II（11月21日、アイルビークリエイト）「舐めずり猥婦 4」のDVD化作品、
- 人妻慕情DX　（12月5日、センタービレッジ）「人妻慕情」のDVD化作品、
- 三十熟女 淫爆爛乳　（12月5日、センタービレッジ）「三十熟女 淫乳天国」のDVD化作品
- 完熟マダムスペシャル 3 三十路女のよがり汁　（12月10日、クリスタル映像）「初脱ぎ熟女」の二次使用作品、オムニバス作品

#### 2003年
- 人妻浪漫ゴールド 3（3月7日、リッチジャパン）「人妻浪漫」のDVD化作品
- ビバ!!三十路（3月26日、トリプルエース）「おばん」の二次使用DVD化作品
- 人妻の情事（4月14日、素人ビデオ愛好会）「人妻の情事 8」のDVD化作品
- 人妻グッチョリーナ 180DX（4月18日、メディアステーション）「人妻グッチョリーナ」の再編集DVD化作品
- 電撃熟女おなにーVOL.1 〜獣の本性をはじけ出す熟れた女達〜（4月21日、センタービレッジ）「人妻慕情」の二次使用作品
- 人妻BEST（5月1日、MOODYZ）「人妻味比べ」の二次使用作品、オムニバス作品
- 貴婦人 誘惑する乱れ妻（5月9日、ビッグモーカル）「SHIROGANE」のDVD化作品
- 団地妻 昼下がりの3時間半（8月8日、ビッグモーカル）「団地妻」のDVD化作品
- カリスマ極熟女BEST20（8月10日、ビッグモーカル）他19名出演
- 母たちの性事情 〜我慢出来ない母たち。覗き見る欲情した視線〜（8月25日、レイディックス）「母は肉奴隷人形」の二次使用作品
- Mellow Lady Lesbian 熟百合DX（8月29日、スカイラブ）「淫行レズ熟女 vol.4」の二次使用DVD化作品
- あなたが抱いてくれないから Mrs. Tokyo Date DX 恥じらい人妻15人（8月30日、ステージメディア）「Mrs. Tokyo Date V」の二次使用DVD化作品 他14名出演
- 実録人妻交遊録 VERSION 02（9月19日、KUKI）「実録人妻交遊録 file 04」の二次使用DVD化作品
- おばんSPECIALリターンズ25（9月24日、ビーワン）「オバンリターンズ拾四」の二次使用DVD化作品
- FULLBODY THE PACK ザ・裏体験レポート（9月26日、レイディックス）「FULLBODY 熟女AVアルバム 第2弾」の二次使用作品
- 熟れる人妻（10月8日、隼エージェンシー）「熟妻」の二次使用DVD化作品
- 月刊熟女秘宝館 ザーメンは美顔の秘薬（10月15日、ニューネクスト）「投稿熟女専科」の二次使用作品
- 初脱ぎ熟女4時間DX アナタゆるして（10月24日、クリスタル映像）「初脱ぎ熟女」の二次使用作品 他多数出演
- 友田真希大全集（10月24日、センタービレッジ）二次使用作品
- 人妻OL倶楽部4（10月27日、素人ビデオ愛好会）「人妻OL倶楽部 5」のDVD化作品
- 隣の奥さん50連発!! 4時間スペシャル!!（11月21日、クリスタル映像）二次使用作品
- 艶熟女3時間（11月28日、ビッグモーカル）「東京下町艶女」のDVD化作品、※真希名義
- 酔いどれ三十路酒（12月8日、センタービレッジ）「酔いどれ三十路酒」のDVD化作品
- 素人マダムズ [LEVEL A] 大全集3（12月12日、アリスJAPAN）「素人マダムズ [LEVEL A] 其の十一」の二次使用作品
- TAKARA PRECIOUS BOX（12月12日、タカラ映像）「変態巨乳女医」の二次使用作品
- 綺麗な人妻としてみませんか? 4時間special（12月25日、サイド・ビー）「熟妻」の二次使用作品
- 三十路浪漫 人妻浪漫スペシャル（12月25日、リッチジャパン）「人妻浪漫」の二次使用作品

#### 2004年
- 真希30歳（1月9日、隼エージェンシー）過去のオムニバス作品の出演パートを集めた二次使用作品
- ザ・極上巨乳妻BEST4時間DX（1月16日、ビッグモーカル）「団地妻」の二次使用作品
- あなたが抱いてくれないから… Mrs. Tokyo Date DX I 恥じらい人妻29人（1月30日、ステージメディア/デジタルバンク）「Mrs. Tokyo Date V」のDVD化作品
- 熟れた人妻を後ろから前から…（2月13日、デジタルドリーム）「人妻が濡れて欲しがる昼下がり」の二次使用DVD化作品 ※友田真紀名義
- パンストランジェリーSpecial（2月13日、デジタルバンク）「お姉さんのランジェリー 3」の二次使用作品
- 恥じらい制服熟女 18連発!!（2月27日、クリスタル映像）「セーラー熟女 2」のDVD化作品
- 人妻の生汁（3月12日、隼エージェンシー）「人妻の戯れ」の二次使用DVD化作品
- フォーエバー2004上半期 巨乳熟女BEST10（3月19日、マダム探偵局）
- 女優61人! 連続発射図鑑vol.4（4月3日、ディープス）他60名出演
- 濃縮版（4月13日、濃縮版）「鬼夫人」、「禁断性教育」の二次使用DVD化作品
- 女優50人のアナル見せます! 3（4月15日、ディープス）オムニバス作品
- 人妻慕情SPDX（4月20日、センタービレッジ）「人妻慕情」の二次使用作品
- 酔いどれスペシャル マダム絶叫編（4月20日、センタービレッジ）「酔いどれ三十路酒」の二次使用作品
- 三十路マガジン 熟れ妻12人のイキっぱなし（4月24日、スカイラブ）他11名出演 ※真紀名義
- 新近親遊戯 蔵の中の私 総集編 第弐巻（5月1日、グローバルメディアエンタテインメント）名義…「蔵の中の私」の二次使用作品
- ドグマ2003下半期作品集（5月10日、ドグマ）「僕のやさしいママになってください」の二次使用作品
- セレブな貴婦人たち VOL.1（5月11日、セレブスターズ）「おばん」の二次使用作品
- 昼下がりの犯され妻 9人の奴隷妻（5月14日、隼エージェンシー）「〜犯したい III」の二次使用作品
- 美人妻ULTIMATEコレクション4時間SPECIAL（5月25日、ビッグモーカル）オムニバス作品
- ベスト潮吹き21連発! VOL.2（6月4日、ディープス）オムニバス作品
- 熟女生尺づくし 総勢22人のフェラ百景（6月5日、平性教育委員会）「三十路フェラチズム 熟女生尺づくし」の二次使用作品、他21名出演
- 美人妻ANOTHERコレクション 4時間SPECIAL（6月11日、ビッグモーカル）「東京下町艶女」の二次使用作品
- 巨乳マンション総集編 Part.2（6月15日、ワープエンタテインメント）「巨乳マンション」の二次使用作品
- うまなみ。プレゼンツ2 巨乳お姉さん4時間（6月18日、ケイ・エム・プロデュース）うまなみ。作品「巨乳女を狩る。」のセルDVD化作品
- 筆おろし妻 9人2時間スペシャル 〜童貞クンの初体験をお手伝い〜（6月22日、ディープス）「トルコ行進曲」の二次使用作品
- 熟道 59 title 総集編 第壱巻（7月7日、グローバルメディアエンタテインメント）二次使用作品
- 15人の発情巨乳妻（7月21日、ビッグモーカル）「団地妻」の二次使用作品
- ディープス2004上半期作品集夏（7月22日、ディープス）二次使用作品
- 近親相姦物語DX [第四巻] 巨乳姉妹のパイズリ合戦（7月23日、麒麟堂）「近親相姦物語DX [第九巻]」のDVD化作品
- 妖艶人妻4時間13MAX（7月30日、デジタルバンク）「Mrs. Tokyo Date IX」の二次使用作品
- 美人教師暴行現場SPECIALワイド120分（8月8日、クリスタル映像）「美人教師暴行現場」の二次使用作品
- 手淫&舌淫SP 極上4時間 怒濤の55連発（8月12日、隼エージェンシー）
- 昼下がりの犯され妻 9人の奴隷妻 II（8月12日、隼エージェンシー）「凌辱巨乳妻」の二次使用作品
- The Boin 15 Women's（8月13日、デジタルバンク）
- 凌辱レイプ作品集（8月19日、ディープス）「雌犬妄想妻」の二次使用作品
- いいなりペットコレクション2（8月19日、ワープエンタテインメント）「巨乳マンション」の二次使用作品
- ボクの大好きなお義母さん（8月20日、ネクストイレブン）※真希名義
- 隣のエプロンおばさん（8月23日、主婦の友）「隣のエプロンおばさん」の二次使用DVD化作品
- 淫熟艶戯 昼下がりの熟女（8月25日、アイルビークリエイト）「舐めずり猥婦」の二次使用作品
- うまなみプレゼンツ 3 痴女4時間（9月3日、ケイ・エム・プロデュース）うまなみ。作品「もしもこんな痴女がいたら...。2」のセルDVD化作品
- 爆裂熟女ボイン 6人の爆乳熟女・総集編（9月8日、センタービレッジ）「淫乳天国」の二次使用作品
- 卑猥聖水全集 放尿51連発!! 放尿の快感にハマった女達（9月10日、AVS）二次使用作品
- 淫熟猥婦 第二章（9月10日、フレイムエージェンシー）「舐めずり猥婦」の二次使用作品
- 友田真希ベスト（9月23日、ディープス）ディープス出演作品の二次使用作品
- 破廉恥奥さん 僕もうイっちゃいます!!（9月30日、VIP）「人妻が濡れて欲しがる昼下がり」の二次使用作品
- キッス・オブ・ザ・イヤー2004（10月7日、ディープス）「トルコ行進曲」の二次使用作品
- 卑猥熟女全集 AVS PROJECT編 Part.1（10月10日、AVS）「熟女の恥態遊戯」の二次使用作品
- 近親・膣内挿入 5（10月10日、アニメイト）「近親相姦物語DX」の二次使用作品
- DeliLes デリレズ 宅配レズビアン・男のいない3時間（10月15日、ビッグモーカル）「潜入!!宅配レズビアン24時」の二次使用作品
- あゝ!一軒家女子プロレス (SP） 闘魂総集編（10月21日、ナチュラルハイ）「一軒家女子プロレス」の二次使用作品
- M女作品集（10月21日、ディープス）「雌犬妄想妻」の二次使用作品
- 美人教師狩り（10月29日、クリスタル映像）「美人教師暴行現場 14」のセルDVD化作品
- 高級美熟女8人BEST4時間 〜完全撮り卸し〜（11月8日、ドリームステージ）
- 三十路限定!!（11月12日、アリスJAPAN）「敏感すぎるたわわな乳房を鷲掴め」のセルDVD化作品
- 魅惑の巨乳妻 増量版（11月26日、ロイヤルアート）「官能ミセスカタログ」の二次使用作品
- TAKARA COMPLETE BOX（12月3日、タカラ映像）「跳梁染まる錦鯉」の二次使用作品
- 豪華絢爛!! ワープエンタテインメント1年まるごと特別総集編 ワープ2004年全仕事（12月3日、ワープエンタテインメント）「大富豪」の二次使用作品
- 馬乗り熟女 熟練の腰使い 熟女27人の騎乗位ベストセレクション（12月8日、グローバルメディアエンタテインメント）「8人の美熟女にいじめられてみませんか?」、「M的妻」の二次使用作品
- 2004年ナチュラルハイ作品集（12月16日、ナチュラルハイ）二次使用作品

#### 2005年
- プチマダムの不倫願望（1月4日、日本メディアサプライ）『平成の阿部定』の二次使用作品
- 綺麗な人妻たちを犯したい IV（1月15日、隼エージェンシー）『破廉恥マダムス』の二次使用作品
- ZOOM Vol.10 猥褻不倫妻 IMMORAL WIFE（1月20日、サムライAV）
- 月刊熟女秘宝館 淫乱な吐息（1月25日、ネクストイレブン）二次使用作品
- WORKS 働く女性 4時間（2月11日、ビッグモーカル）
- 淫乱症候群 [弐] 真珠夫人たちの告白 [総集編]（2月12日、レイディックス）『真珠夫人たちの告白』の二次使用作品
- 巨乳熟女4時間（2月17日、隼エージェンシー）『破廉恥マダムス』の二次使用作品
- SOD特選 集団痴女 "嬲り" 13傑（2月17日、SODクリエイト）『チ○ポなぶりの虜になった私たち』の二次使用作品
- 人妻斬り!! 4時間SPECIAL（2月25日、ビッグモーカル）
- COBRA SPECIAL 痴女コブラとレズコブラ（3月5日、ワープエンタテインメント）二次使用作品
- 巨乳美熟女（3月10日、ルビー）過去のオムニバス作品の出演パートを集めた二次使用作品 ※友田真紀名義
- 親友の母スペシャル（3月18日、グラフィティジャパン）『親友の母』の二次使用作品
- 月刊熟女秘宝館 極太願望（3月20日、ネクストイレブン）『熟女のぬくもり 2』の二次使用作品
- COWPER REMIX!! 02（4月1日、タカラ映像）『巨乳変態女医』の二次使用作品
- SUPER BEST OF GYAN'Z Vol.1（4月4日、ギャンズ）『これが私の生きる道』の二次使用作品
- SUPER BEST OF GYAN'Z Vol.2（4月4日、ギャンズ）『これが私の生きる道』の二次使用作品
- きれいなお姉さんのフェラチオと騎乗位は好きですか?（4月7日、SODクリエイト）『超売れっ子の〜』の二次使用作品
- 三十路白書 vol.6（4月14日、文殊）『隣のエプロンおばさん』の二次使用作品
- 美熟女たちの私性活（4月15日、ビッグモーカル）過去のオムニバス作品の出演パートを集めた二次使用作品
- 実録母子情交 三十路母 第弐巻（5月11日、グローバルメディアエンタテインメント）『蔵の中の私』の二次使用作品
- 巨乳熟女4時間20人（5月17日、フラットコーポレーション）
- 友田真希大全集（5月18日、グラフィティジャパン）過去の出演作品を集めた二次使用作品
- うまなみ。プレゼンツ5　巨乳人妻4時間（5月27日、ケイ・エム・プロデュース）うまなみ。作品『巨乳人妻狩り!』のセルDVD化作品
- 口内暴力 凌辱フェラ（6月1日、ワンズファクトリー）
- 酔いどれDX4時間編集版スペシャル 2（6月10日、センタービレッジ）『酔いどれ三十路酒』の二次使用作品
- 近親相姦 お母さんと僕のナイショの関係（6月13日、マルクス兄弟）『熟母相姦』の二次使用作品
- 私は痴女 人妻編 3時間DX エエ尻してまんな×つゆダクでんなあ（6月17日、クリスタル映像）『私は痴女』のセルDVD化作品
- 私生活のない女（6月17日、ルビー）
- ドグマ2004下半期作品集（6月19日、ドグマ）『拘束椅子トランス』の二次使用作品
- 巨乳美熟女4時間15人 壱（6月25日、フラットコーポレーション）
- 禁妻百選 Vol.1（7月22日、日本メディアサプライ）『禁妻』の二次使用作品
- 嗚呼、癒しの巨乳熟女（7月29日、笠倉出版）『爆乳義母』の二次使用作品
- 隣のエプロン奥様達 2（8月6日、主婦の友?）『隣のエプロンおばさん』の二次使用作品
- 美熟女画報BEST（8月13日、MOODYZ）『美熟女画報』の二次使用作品
- 濃縮 三十路白書 総集編vol.2（9月5日、文殊）『隣のエプロンおばさん』の二次使用作品
- 熟欲おんなの接吻集（9月7日、グローバルメディアエンタテインメント）二次使用作品
- 冒険ゴリラ THE BEST 熟女編 VOL.2（9月20日、KUKI/JAPAN ACE）『実録人妻交遊録 file 04』の二次使用作品￥※まき名義
- レズビアンベスト10（9月22日、ディープス）
- 奥様欲情日記 2（9月23日、アテナ映像）『奥さま欲情日記』の二次使用DVD化作品
- 人妻淫乱レズ4時間24人 壱（9月28日、フラットコーポレーション）
- VERY BEST OF nao. 2（9月30日、ケイ・エム・プロデュース）『絶頂レズライブ』の二次使用作品
- ヘンリー塚本迫力映像 女たちの自慰大全集（10月10日、FAプロ）『熟れた肉体行為集』の二次使用作品
- ヌキどころ一気に見せます! KARMA総集編（11月7日、カルマ）『熟女童貞少年狩り 2』の二次使用作品
- ボクを狂わすすけべな義母(ママ）たち（11月11日、東京音光）『義母がスケベで身がもたない』の二次使用作品
- 最強レズバトル14人3時間（11月13日、マルクス兄弟）『背徳マダムレズ』の二次使用作品
- 月刊熟女秘宝館 悶える熟れ乳首（11月20日、ネクストイレブン）二次使用作品
- 極選熟女4時間SP（11月20日、ネクストイレブン）
- 団地妻BEST となりの部屋の美麗妻たち編（11月25日、ビッグモーカル）
- 母親失格 総集版 VOL.2（12月5日、センタービレッジ）『母親失格』の二次使用作品
- 艶熟　＜艶舞編＞　ベスト25連発（12月12日、ゴールドオバン）
- 放尿セレブ妻（12月13日、マルクス兄弟）『失禁やで〜ぇ』の二次使用作品
- 素人マダムMIX 3時間!! 5（12月16日、アリスJAPAN）『素人マダムズ [LEVEL A]』の二次使用作品
- 12人のカリスママダムズ 1（12月16日、ケイ・エム・プロデュース）
- うまなみ。プレゼンツ13 イイ女狩り4時間 2（12月16日、おかず。(ケイ・エム・プロデュース））うまなみ。作品『イイ女狩り5』のセルDVD化作品
- うまなみプレゼンツ12　もしもこんな痴女がいたら…。4時間（12月23日、おかず。(ケイ・エム・プロデュース））うまなみ。作品『もしもこんな痴女がいたら…。4』のセルDVD化作品
- ドグマ2005 上半期作品集（12月19日、ドグマ）『病棟ジャック』の二次使用作品
- ヒトヅマニア 淫乱人妻24人（12月23日、メディアバンク）
- 友田真希総集編4時間（12月25日、マドンナ）出演作品を集めた二次使用作品

#### 2006年
- 母さんの桃尻集 総勢十六人の母さんによる桃尻淫行ベストセレクション（1月13日、グローバルメディアエンタテインメント）二次使用作品
- 巨乳8時間 2枚組 3980円（1月13日、マルクス兄弟）「熟母相姦」の二次使用作品
- Duty Vol.49 背徳の近親相姦ファック!（1月20日、J-SPOT）※由紀名義
- 濡れ縄レズ淫辱（1月27日、シネマジック）セルDVD版
- 人妻・情事 8時間20人2枚組（1月20日、日本メディアサプライ）
- 童貞の僕がいとこの巨乳三姉妹の家に居候した。パート1〜パート3総集編（2月4日、V&Rプロダクツ）「〜居候した。」の二次使用作品
- 中出し義母レイプCOLLECTION4時間（2月10日、TMA）「中出し義母レイプ」の二次使用作品
- 女優ベスト（2月19日、ドグマ）出演作を集めた二次使用作品
- [催眠] selection vol.07（2月24日、アウダースジャパン）「催眠 [赤]」の二次使用作品
- レズ接吻シリーズBEST5（2月24日、アウダースジャパン）「艶熟女社長愛憎接吻」の二次使用作品
- FACEシリーズBEST5（2月24日、アウダースジャパン）「FACE 80」の二次使用作品
- 男喰い熟女 平均年齢36.2歳! 12人のエロス（2月25日、アカデミック）「痴熟女〜」の二次使用作品
- 近親相姦列伝 四時間 [五]（3月10日、ドリームステージ）
- 巨乳人妻が40人8時間（3月13日、マルクス兄弟）
- 僕のやさしいママになってください。 美熟女の接吻・フェラチオ・騎乗位ベスト（3月19日、ドグマ）「僕のやさしいママ〜」の二次使用作品
- マスカット美人妻foreverコレクション 黄昏の美麗妻たち（3月25日、ビッグモーカル）二次使用作品
- 熟女レズ総集編4時間（3月25日、マドンナ）二次使用作品
- 実母筆おろし 十二組の親子の初姦ベストセレクション（4月5日、グローバルメディアエンタテインメント）
- 人妻千人斬り 完全保存版(上）  240分12人の人妻（4月6日、ヒビノ）※まき名義…「人妻千人斬り 2」の二次使用作品
- 接吻シリーズ特典集 VOL.1（4月7日、アウダースジャパン）
- 接吻シリーズ特典集 VOL.2（4月7日、アウダースジャパン）「艶熟女社長愛憎接吻」の二次使用作品
- AUDAZ特選熟女作品集（4月21日、アウダースジャパン）「FACE 80」の二次使用作品
- 綺麗な人妻としてみませんか? 4時間special 2（4月25日、サイド・ビー制作室）
- 妖艶美熟女 淫乱万華鏡（4月25日、ドリームステージ）「舐めずり猥婦」の二次使用作品
- 桃太郎 THE BEST9 超セレブ妻（4月28日、桃太郎）「なぶり殺しに〜」の二次使用作品
- 猥褻委員会推奨 和服姿の発情女たち（4月28日、桃太郎）「なぶり殺しに〜」の二次使用作品
- いい女のエロチックな悶え 女体電気拷問大全集（5月10日、FAプロ）「熟れた肉体性行為集」の二次使用作品
- 極上人妻淫乱ファイル（5月16日、ガッツ）「不倫の宿」の二次使用作品
- ど淫乱美熟女（5月20日、ネクストイレブン）
- GREEN FANTASY DVD COLLECTION 凌辱エプロン（5月24日、武番）「隣のエプロンおばさん」の二次使用作品
- 熟れ濡れ熟女中出し 六（5月25日、ドリームステージ）「人妻の情事」の二次使用作品
- 熟女湯けむり温泉総集編4時間（5月25日、マドンナ）「湯けむり大乱交」の二次使用作品
- 熟女館 たっぷり人妻・総集編（5月30日、ビーエムドットスリー）「団恥妻」の二次使用作品
- 巨乳熟女生挿入（6月6日、アーバントレーディング）「鬼婦人」の二次使用作品
- 熟女のムレムレパンスト4時間!!（6月16日、アリスJAPAN）「ムレムレパンスト 2」のセルDVD版
- ドグマ2005下半期作品集（6月19日、ドグマ）「縄・M女優コレクション」の二次使用作品
- 三十路BEST11 PART2（6月20日、三十路BEST11）「高級美熟女」の二次使用作品
- 巨乳レイプ4時間 第2章（6月23日、隼エージェンシー）「凌辱巨乳妻」の二次使用作品
- 美熟女ぶっかけ総集編4時間（6月25日、マドンナ）「美熟女ぶっかけスペシャル」の二次使用作品
- 人妻40人の熟れた雌・性・痴(メッセージ）（7月5日、ディープス）「筆下ろし学院」の二次使用作品
- V&R2006上半期BEST（7月11日、V&Rプロダクツ）「下着メーカーに〜」の二次使用作品
- 親友の母スペシャル III（7月18日、グラフィティジャパン）「親友の母」の二次使用作品
- 月刊熟女秘宝館 初夏に蠢く汁濡れ熟女（7月20日、ネクストイレブン）
- 艶三十路セレクト10（7月21日、ルビー/セブンエイト）※友田真紀名義
- 巨乳お姉さん20人120分スペシャル（7月28日、ケイ・エム・プロデュース）
- 美熟女イキまくり4時間スペシャル（8月1日、ワンズファクトリー）
- 悶絶熟女物語 2（8月1日、ビーワン）「高級美熟女」の二次使用作品
- 強制フェラ・ベスト vol.3（8月19日、ドグマ）
- 妖艶美熟女 淫乱万華鏡 五（8月25日、ドリームステージ）「高級美熟女」の二次使用作品
- 義母さん僕もう我慢できない4時間スペシャル1（8月29日、フラットコーポレーション）「義母がすけべで〜」の二次使用作品
- 熟人妻の口は嘘をつく。 熟雌女anthology special＃002（9月1日、アウダースジャパン）「〜嘘をつく。」の二次使用作品
- ノンストップザーメン発射! 60人! 101発! 4時間!（9月7日、ディープス）
- 熟女マニアがみる夢 ブルセラ熟女競泳水着Special（9月10日、AVS）「ブルセラ熟女」の二次使用作品
- 未亡人 4 隠しても淫臭が溢れちゃう（9月12日、ルミナス企画）「柔肌の悶え」の二次使用作品
- 熟女12人 近親相姦4時間（9月13日、マルクス兄弟）「熟母相姦」の二次使用作品
- 団地妻総集編（9月18日、グラフィティジャパン）「団地妻」の二次使用作品
- 痴戯曼陀羅 二ノ巻 和風卑猥婦人（9月19日、クロスブリード）「舐めずり猥婦」の二次使用作品
- 和服姿の美熟女 総集編4時間（9月25日、マドンナ）
- 熟女オナニー48連発4時間（9月25日、マドンナ）他多数出演
- 憧れの美人妻 男を悩ます十人の美熟女ベストセレクション（9月29日、グローバルメディアエンタテインメント）
- GREEN FANTASY SPECIAL ADUTE IDOL 友田真希大全集（10月2日、武番）「癒しの母、痴なる母 七」、「隣のエプロンおばさん」の二次使用作品
- V＆R女優20人4時間BEST（10月19日、V&Rプロダクツ）
- 熟女スペシャル240分 II（10月19日、グラフィティジャパン）
- 特選人妻ベスト10（10月20日、メディアステーション）「人妻グッチョリーナ」の二次使用作品
- 官能未亡人3時間スペシャル（10月25日、サイド・ビー制作室）「喪服エレジー」の二次使用作品
- 熟女緊縛総集編4時間（10月25日、マドンナ）「縄化粧」の二次使用作品
- 働く女達総集編4時間（10月25日、マドンナ）「働く女のエロ事情」の二次使用作品
- 息子とハメる義母4時間　（10月25日、ネクストイレブン）「ボクの大好きなお義母さん」の二次使用作品 ※真希名義
- 熟女レズ 総集編3時間20分（10月28日、マドンナ）
- 若奥さん初撮り 04（10月30日、ゲインコーポレーション）※さとみ名義
- 羞恥放尿女優30人スペシャル（11月1日、ワンズファクトリー）
- S+CONTENTS 4時間 ふたなり&ペニバンSP（11月5日、ワープエンタテインメント）他多数出演
- 潮吹きまくりベスト4時間 極く選!ヌレ濡れ発情オマ○コ（11月16日、ディープス）
- THE白百合レズFUCKER 4時間（11月17日、メディアバンク）「女遊戯」の二次使用作品
- W責め 僕のチ○ポが壊れちゃう（11月21日、ステージメディア）「お姉さんのランジェリー 3」の二次使用作品
- 友田真希大全集 II（11月27日、グラフィティジャパン）
- 熟女湯けむり温泉総集編3時間30分（11月28日、マドンナ）「湯けむり温泉4時間」のレンタル版
- 放尿大全集（11月30日、センタービレッジ）他多数出演
- 淫乳熟女DX たっぷり4時間デラックス（11月30日、センタービレッジ）「淫乳天国」の二次使用作品
- 熟道 55title 総集編 第四巻（12月6日、グローバルメディアエンタテインメント）
- 巨乳妻Remasteringコレクション4時間SPECIAL 30人の淫猥美巨乳妻（12月8日、ビッグモーカル）
- ドグマ2006上半期作品集（12月19日、ドグマ）「熟れた友達のお母さんを〜」の二次使用作品
- 拘束椅子トランス ベスト vol.3（12月19日、ドグマ）「拘束椅子トランス」の二次使用作品
- The Best Scene of レズビアン（12月21日、アウダーズジャパン）「DOKIレズ」の二次使用作品 他多数出演
- The Best Scene of 癒らし。 〜大人の恋愛〜（12月21日、アウダースジャパン）「癒らし。」の二次使用作品
- ド・ス・ケ・ベ熟女のレズビアン240分（12月25日、グラフィティジャパン）
- 憧れの義母3時間スペシャル（12月25日、サイドビー制作室）「義母がすけべで〜」の二次使用作品
- 巨乳美熟女特別編（12月25日、ルビー）※友田真名義…「巨乳美熟女」の二次使用作品

#### 2007年
- 僕がイッたイカせた女たち（1月12日、東京音光）「義母がすけべで〜」の二次使用作品
- 昼下がりの犯され妻 10人の奴隷妻 VI（1月13日、隼エージェンシー）「人妻の情事 II」の二次使用作品
- 熟女スペシャル240分IV　（1月18日、グラフィティジャパン）
- 美熟女たちのTHE角オナニーシーン（1月19日、アルファーインターナショナル）「バーチャルマダムオナ」の二次使用作品
- 熟女おもらし42連発（1月28日、マドンナ）
- 聖水ぶっかけマゾ調教（2月1日、ワンズファクトリー）「レイプ」の二次使用作品
- MAGコラボレートコレクション VOL.3（2月1日、MAG）MAG加盟店舗限定販売
- MAGコラボレートコレクション VOL.4（2月1日、MAG）MAG加盟店舗限定販売
- 喪服奴隷スペシャル 8（2月23日、シネマジック）「喪服奴隷」の二次使用作品
- 巨乳作品集 4時間BEST（3月22日、V&Rプロダクツ）「〜居候した。」の二次使用作品
- もしもこんな痴女がいたら…。ベスト20人120分スペシャル2（4月6日、ケイ・エム・プロデュース）
- KARMA完熟熟女大全（4月13日、カルマ）「熟女童貞少年狩り 2」の二次使用作品
- 23人の義母さん 4時間（4月13日、マルクス兄弟）「熟母相姦」の二次使用作品
- 長崎みなみ大全集240分（4月17日、グラフィティジャパン）
- パイレズビアン・ベスト（4月19日、ドグマ）「パイレズビアン」の二次使用作品
- 潮吹き・ベスト100連発 vol.2（4月19日、ドグマ）「Mトランス」の二次使用作品
- ベスト・オブ・コレクト 被虐の天使たち'06（4月20日、シネマジック）「喪服奴隷」の二次使用作品
- お姉さんのSEX 4時間（4月25日、しのだ）「ヤらせてよ〜」の二次使用作品
- ヘンリー塚本迫力映像 女たちの自慰大全集（4月30日、FAプロ）再発版
- 由比武近親相姦作品集（4月30日、ドリームステージ）「継母」の二次使用作品
- おもらし女優30人 放尿&SEX4時間（5月1日、ワンズファクトリー）他29名出演
- 熟女100（5月12日、ルミナス企画）
- 義母奴隷ベスト（5月13日、溜池ゴロー）「義母奴隷」の二次使用作品
- 超極フェラ 有名女優のねっとり「超極上」フェラチオ（5月13日、カルマ）
- 拘束電マ 痙攣潮吹き 連続アクメ 中出し4時間スペシャル（5月13日、カルマ）
- レズキス SPECIAL2（5月17日、アウダースジャパン）オムニバス作品
- 奥さん40人! 8時間抜きどころ総集編!（5月18日、デジタルドリーム/ディースリー）他多数出演
- 熟女スペシャル240分 VI（5月18日、グラフィティジャパン）
- 熟女巨乳4時間スペシャル2（5月19日、ルビー）
- 優しい熟女 爆乳DX（5月26日、ルビー）
- 極く熟れ特選熟女4時間（5月30日、イーケーマーケティング）
- 熟女教師の口はもっと嘘をつく 雌熟女anthology special #004（6月1日、アウダースジャパン）
- 最高級美熟女 4時間コレクション（6月1日、ワンズファクトリー）
- 潮吹き 4時間デラックス 女優30人連続大噴射（6月1日、ワンズファクトリー）他29名出演
- 美熟女が拘束されイカサレまくるベスト!（6月13日、溜池ゴロー）「拘束されてイカサレまくる〜」の二次使用作品
- ヌキどころ一気に見せます! KARMA総集編 2006年7月〜2006年12月（6月13日、カルマ）
- Best of 友田真希 モザイク改良版 240分（6月15日、アウダースジャパン）
- 特選 近親相姦（6月16日、隼エージェンシー）
- レズ対決SP（6月22日、アウダースジャパン）
- 近親相姦痴話 総集編第一章（6月26日、姦姦倶楽部）
- 匂い立つ日常のエロスベスト（7月13日、溜池ゴロー）
- 未亡人 4 本気でイってます…後家17人!（7月19日、桃太郎映像出版）
- 未亡人の滴る愛液（7月20日、ネクスト）「四畳半未亡人のみだれ肌」の二次使用作品
- CROSSレズビアンベストコレクション（7月19日、クロス）
- ドリームステージ上半期売上げBEST（7月20日、ドリームステージ）
- 人気女優素撮りSP（8月3日、アウダースジャパン）
- 熟女スペシャル240分 VIII（8月17日、グラフィティジャパン）
- レズキス SPECIAL 4(8月24日、アウダースジャパン）「禁断潜入レズビアンナイト」の二次使用作品 他多数共演
- 母親失格セレクション 限定BOX（9月11日、センタービレッジ）「母親失格」のBOXセット
- 絶叫悶絶! 集団電マ逝き地獄トランス4時間（9月13日、マルクス兄弟）「電マでイカせ続ける3時間」の二次使用作品
- KARMA 中出しBEST 2 2006年2月〜2007年3月（9月13日、カルマ）
- 4時間たっぷり貴方の妄想叶えます!!（9月30日、アリウス）「貴方の妄想叶えます」の二次使用作品
- ザ・ノーズプレイコレクションDX4（10月1日、シネマジック）
- オナニー大全集 Vol.3（10月4日、センタービレッジ）他多数出演
- 熟雌女anthology special ＃004 「熟女OLの口はもっと嘘をつく」（10月5日、アウダースジャパン）
- レズ乱交SP（10月5日、アウダースジャパン）「禁断潜入レズビアンナイト」の二次使用作品 他多数出演
- セレブ美熟女12人 最高の筆おろし総集編4時間（10月7日、マドンナ）「最高の筆おろし」の二次使用作品 他11名共演
- 熟女SM総集編（10月7日、アタッカーズ）「SMフィスト」の二次使用作品
- 巨乳乱交4時間（10月13日、MOODYZ）「Glomorous Woman」の二次使用作品
- リアル近親相姦! 俺、おふくろが好きだ!（10月19日、センタービレッジ/サンズ）
- 義母AMAZING BEST4時間（11月1日、NIRVANA）
- 熟女OLデラックス 美人秘書やり放題4時間SP（11月13日、BRAVO）
- 近親相姦ベスト10人（11月20日、ドリームステージ）他9名出演
- ROOM337 ＃06（11月26日、Beck's Media）「ROOM337 #006」の再発版
- 電動肉棒調教 バイブ白書スペシャル（12月1日、AVS）
- 接吻の輪舞曲 〜貴姫達の舌舐めSP〜（12月1日、AVS）
- 熟道 57title 総集編 第伍巻（12月5日、グローバルメディアエンタテインメント）他多数出演
- ドグマ2007上半期作品集（12月19日、ドグマ）他多数出演

### アダルトグッズ
2013年
- 働くOLの蒸れたストッキング 友田真希 匂い付き（9月16日、TIARA）
- 友田真希の愛液ローション（12月27日、TIARA）

## 出演

### 成人映画
- 喪服妻と老人 昇天奥義（2008年2月29日公開、監督：神野太、Xces Film）- 黒江翔子 役[5]
- 未亡人民宿 美熟乳しっぽり（2008年5月16日公開、監督：池島ゆたか、オーピー映画）- 月影春奈 役[6]
- 濡れ続けた女 吸いつく下半身（2008年5月30日公開、監督：深町章、新東宝映画）- 初江 役[7]
- おひとりさま 三十路OLの性（2008年6月27日公開、監督：工藤雅典、Xces Film）- 岡島百合子 役[8]
- 親友の妻 密会の黒下着（2008年8月1日公開、監督：池島ゆたか、オーピー映画）- 高宮マドカ 役[9]
- 獣になった人妻（2008年8月8日公開、監督：佐藤吏、新東宝映画）- たかこ 役[10]
- 好きもの家系 とろけて濡れる（2008年11月4日公開、監督：森山茂雄、オーピー映画）- 金本タツ子 役[11]
- 熟女と新人巨乳 したがる生保レディ（2009年3月13日公開、監督：小川欽也、オーピー映画）- 川井美津子 役[12]
- 三匹の奴隷（2009年4月28日公開、監督：佐藤吏、新東宝映画）- 奈津子 役[13]
- 淫乱 ひだのおく（2009年6月9日公開、監督：深町章、新東宝映画）- 小川朝子 役[14]
- 人妻探偵 尻軽セックス事件簿（2009年7月31日公開、監督：竹洞哲也、オーピー映画）- 菊池桃香 役[15]
- 夜のタイ語教室 いくまで、我慢して（2009年10月16日公開、監督：黒川幸則、Xces Film）- 古賀朱美 役[16]
- 奴隷船（2010年3月公開、監督：金田敬、新東宝映画）
- 痴女探偵 中出しレポート（2013年1月4日公開、監督：竹洞哲也、オーピー映画）- 菊池桃香 役（2009年公開「人妻探偵 尻軽セックス事件簿」の新版[17]。）

### オリジナルビデオ
- 危ない三角関係 奪われた母娘の肉体（2008年7月25日、コンマビジョン）
- 避暑地夫人 悦楽の夜（2008年撮影、レジェンド・ピクチャーズ）主演
- 愛しの熟女家政婦 とろけるご奉仕（2009年撮影、レジェンド・ピクチャーズ）主演
- 女のほんね 人と人との性愛に関するありさま（2010年撮影、レジェンド・ピクチャーズ）

### 一般映画
- エッチを狙え！ -イヌネコ。-（2009年8月公開)

### テレビドラマ
- 特命係長 只野仁（3rdシーズン）第28話（2007年2月23日、テレビ朝日）